# Elisabeth Sandberg
Lillemor Vivi Elisabeth Sjögren, känd under tidigare namnet Elisabeth Sandberg, född 9 april 1940 i Engelbrekts församling i Stockholm, död 1 mars 1997 i Kista församling i Stockholm, var ett svenskt vårdbiträde som gifte sig med spionen Stig Bergling, hjälpte honom att fly från hans fängelsestraff 1987 och levde på flykt utomlands i sju år med honom.
Lillemor Geuken, som hon tidigare hette, var en frånskild fyrabarnsmor som levde förortsliv när hon skrev brev till sin gamla tonårsförälskelse Stig Bergling på Norrköpingsanstalten. Fem år senare fick de tillåtelse att träffas första gången. I mars 1986 gifte hon sig med honom. Under en permission året efter hjälpte hon maken att fly från landet. De efterlystes under sina nya namn Elisabeth Sandberg och Eugén Sandberg; han hade tagit sin mors flicknamn efter fängelsedomen. De levde på flykt utomlands under flera olika falska identiteter i närmare sju år till 1994 då hon drabbats av cancer och han av Parkinsons sjukdom. De återvände då frivilligt till Sverige.
Hon gav 1995 ut boken Mitt liv med Stig Bergling. Vid sin död 1997 hade hon återtagit flicknamnet Sjögren. Hon är begravd på Skogskyrkogården i Stockholm.